# Aldhabi
Aldhabi est une police de caractères arabe du style divanî créée par Tiro Typeworks pour Microsoft. Elle est distribuée à partir de 2012 avec Windows 8 et Microsoft Office 2013. Elle est dessinée par Tim Holloway, Fiona Ross, John Hudson, et ses ornements ont été dessinés par Titus Nemeth,.